# Буды (станция)
Буды (укр. Буди) — станция Южной железной дороги, находящаяся в пгт Буды. Недалеко от платформы находится конечная автобусных маршрутов № 1193 (ст. м. Холодная гора — Буды), № 587 (Мерефа — Комаровка — Буды) и б/н (Комаровка — Буды).

## Путевое развитие
Расположенная на середине перегона Мерефа — Люботин, станция Буды имеет два рабочих пути – 1-й и 3-й. Кроме того, к ней примыкают ещё три пути.

## Сооружения
Здание вокзала с кассой.

## Поезда
Участок Мерефа — Люботин обслуживается исключительно электропоездами ЭР2, ЭР2Р, ЭР2Т депо Харьков. В чётном направлении поезда идут до станции Люботин, в нечётном — до станций Мерефа. В графике 2012/13 годов по станции проходят три электропоезда.